# Firehiwot Dado
Firehiwot Tufa Dado (née le 9 janvier 1984) est une athlète éthiopienne, spécialiste des courses de fond. 

## Biographie
Elle remporte trois fois consécutivement le Marathon de Rome en 2009, 2010 et 2011, et s'impose par ailleurs lors du Marathon de New York 2011, devant sa compatriote Buzunesh Deba, en signant un nouveau record personnel sur la distance en 2 h 23 min 15 s.

### Palmarès
| Date | Compétition          | Lieu     | Résultat | Épreuve  | Performance     |
| ---- | -------------------- | -------- | -------- | -------- | --------------- |
| 2009 | Marathon de Rome     | Rome     | 1re      | Marathon | 2 h 27 min 8 s  |
| 2010 | Marathon de Rome     | Rome     | 1re      | Marathon | 2 h 25 min 28 s |
| 2011 | Marathon de Rome     | Rome     | 1re      | Marathon | 2 h 24 min 13 s |
| 2011 | Marathon de New York | New York | 1re      | Marathon | 2 h 23 min 15 s |
| 2012 | Marathon de Boston   | Boston   | 4e       | Marathon | 2 h 34 min 56 s |
| 2014 | Marathon de New York | New York | 7e       | Marathon | 2 h 28 min 36 s |

### Records
| Épreuve       | Performance     | Lieu     | Date            |
| ------------- | --------------- | -------- | --------------- |
| Semi-marathon | 1 h 8 min 35 s  | New York | 18 mars 2012    |
| Marathon      | 2 h 23 min 15 s | New York | 6 novembre 2011 |